# Lee Gang-hui
Lee Gang-hui (이강희?; Seul, 18 maggio 1969) è un'ex cestista sudcoreana.

## Carriera
Con la Corea del Sud ha disputato due edizioni dei Campionati del mondo (1990, 1994).